# Faucoucourt

Faucoucourt este o comună în departamentul Aisne din nordul Franței. În 1 ianuarie 2018 avea o populație de 328 de locuitori.